# لويس ألفاريز
لويس ألفاريز (بالإنجليزية: Luis Walter Alvarez)‏ (13 يونيو 1911 - 1 سبتمبر 1988)، عالم فيزياء أمريكي. درس الفيزياء في جامعة كاليفورنيا في بيركلي ثم قام بتدريس الفيزياء بها بعد ذلك. وحصل على جائزة نوبل في الفيزياء في عام 1968 لتطوير غرفة فقاقيع الهيدروجين التي مكّنت من اكتشاف حالات الرنين في فيزياء الجسيمات. علّقت المجلة الأمريكية للفيزياء: «لويس ألفاريز  كان واحدًا من أكثر علماء الفيزياء التجريبية عبقرية وإنتاجية في القرن العشرين.»
بعد حصوله على الدكتوراه من جامعة شيكاغو في عام 1936، ذهب ألفاريز  للعمل مع إرنست لورنس في مختبر الإشعاع في جامعة كاليفورنيا في بيركلي. ابتكر ألفاريز  مجموعة من التجارب لمراقبة التقاط إلكترون-كيه في نويّات مشعة، تنبأت بها نظرية بيتا ولكن لم تُلاحظ من قبل قط. أنتج التريتيوم باستخدام السيكلوترون وقاس عمره. وقام بالتعاون مع فيليكس بلوخ بقياس العزم المغناطيسي للنيوترون.
في عام 1940، انضم ألفاريز إلى مختبر الإشعاع التابع لمعهد ماساتشوستس للتكنولوجيا، حيث ساهم في عدد من مشاريع الرادارات في الحرب العالمية الثانية، من التحسينات المبكرة التي أُدخلت على أجهزة الرادار الحديثة، والتي يطلق عليها الآن اسم أجهزة الإرسال والاستقبال، إلى نظام يعرف باسم VIXENفيكسن لمنع غواصات العدو من إدراك أن أجهزة الرادار الجديدة التي تعمل بالموجات الدقيقة المحمولة جوًّا قد عثرت عليها. ستنتظر غواصات العدو حتى تصبح إشارة الرادار قوية ثم تغوض هربًا من الهجوم. لكن نظام فيكسن ينقل إشارة رادار قوتها مكعب المسافة إلى الغواصة بحيث أصبحت الإشارة - كما قيست من قبل الغواصة - أضعف تدريجيا. كان نظام الرادار المعروف بـ«نهج السيطرة الأرضية جي سي إيه» الذي عرف عنه ألفاريزعلى أفضل وجه ولعب دورا كبيرا في الطيران، وخاصة في جسر برلين بعد الحرب.قضى ألفاريز عدة أشهر في جامعة شيكاغو يعمل في المفاعلات النووية لانريكو فيرمي قبل مجيئه إلى مختبر لوس ألاموس للعمل لدى روبرت أوبنهايمر في مشروع مانهاتن. عمل ألفاريز  على تصميم عدسات متفجرة، وتطوير أجهزة تفجير الأسلاك المتفجرة. وبصفته عضوًا في مشروع ألبرتا، فقد لاحظ تجربة الثالوث النووية من الحصن الخارق  بي-29، ثم في وقت لاحق قصف هيروشيما من السفينة بي-29.
بعد الحرب، كان ألفاريز  منخرطا في تصميم غرفة فقاعة الهيدروجين السائل التي سمحت لفريقه بالتقاط ملايين الصور لتفاعلات الجسيمات، وتطوير أنظمة حاسوبية معقدة لقياس وتحليل هذه التفاعلات، واكتشاف مجموعات كاملة من الجسيمات الجديدة وحالات الرنين. وقد نتج عن هذا العمل منحه جائزة نوبل عام 1968. وشارك في مشروع الأشعة السينية في الأهرامات المصرية للبحث عن غرف مجهولة. وضع مع ابنه، عالم الجيولوجيا والتر ألفاريز فرضيةَ ألفاريز  التي تقترح أن حادث الانقراض الذي قضى على الديناصورات كان نتيجة أثر الكويكب.

## نشأته ومطلع حياته
وُلد لويس فالتر ألفاريز في سان فرانسيسكو في 13 يونيو 1911، وهو الطفل الثاني والابن الأكبر لوالتر ألفاريز  وهو طبيب وزوجته هارييت نيه سميث، وحفيد لويس ألفاريز، وهو طبيب أسباني ولد في أستورياس بإسبانيا، وعاش في كوبا لفترة من الوقت ثم استقر أخيرا في الولايات المتحدة، والذي وجد طريقة أفضل لتشخيص الجذام المعوي. كان لديه أخت كبيرة اسمها جلاديس وأخ أصغر سنا اسمه بوب، وأخت أصغر سنا اسمها برنيس.
درس في مدرسة ماديسون في سان فرانسيسكو من 1918 إلى 1924، ثم مدرسة سان فرانسيسكو الثانوية التقنية. وفي 1926، أصبح والده باحثا في مايو كلينيك، وانتقلت العائلة إلى روتشستر، مينيسوتا، حيث درس ألفاريز  في مدرسة روتشستر الثانوية. وكان يتوقع دائما أن تكون جامعة كاليفورنيا في بيركلي جامعَته المستقبلية، ولكن بناء على طلب معلميه في روتشستر، ذهب بدلا من ذلك إلى جامعة شيكاغو، حيث حصل على درجة البكالوريوس في عام 1932، ودرجة الماجستير في عام 1934، ودرجة الدكتوراه في عام 1936.
في عام 1932، كطالب دراسات عليا في شيكاغو، اكتشف الفيزياء هناك وأتيحت له فرصة نادرة لاستخدام معدات الفيزيائي الأسطوري ألبرت ميكلسون. بنى ألفاريز  أيضا جهاز أنابيب عداد غايغر، وتحت رعاية مستشار الكلية آرثر كومبتون، أجرى تجربة في مكسيكو سيتي لقياس ما يسمى بتأثير الأشعة الكونية من الشرق إلى الغرب. وبمراقبة المزيد من الإشعاع القادم من الغرب، توصل ألفاريز  إلى أن الأشعة الكونية الأولية كانت مشحونة بشكل إيجابي. قدم كومتبون الورقة الناتجة إلى «المراجعة الفيزيائية»، وعلى رأسها اسم ألفاريز. كان ألفاريز لاأدريًا.

## عمله المبكر
كانت أخت ألفاريز  جلاديس تعمل في إرنست لورنس سكرتيرة بدوام جزئي، وذكرت ألفاريز  للورانس. بعد ذلك دعا لورنس ألفاريز  إلى جولة في معرض «قرن التقدم» في شيكاغو معه. وبعد أن أنهى امتحاناته الشفوية في 1936، طلب ألفاريز  -الذي بات مخطوبًا وعلى وشك الزواج الآن من جيرالدين سميثويك- من أخته أن ترى ما إذا كان لورنس لديه أي وظائف في المختبر الإشعاعي. بعد فترة وجيزة، وصلت برقية من غلاديز مع عرض عمل من لورنس. وكان ذلك بداية علاقة طويلة مع جامعة كاليفورنيا بيركلي. تزوج ألفاريز  وسماثيوك في إحدى الكنائس الصغيرة في جامعة شيكاغو، ثم توجها إلى كاليفورنيا. أنجبا طفلين هما والتر وجان، تطلقا في عام 1957. وفي 28 ديسمبر 1958، تزوج جانيت لانديس، وأنجبا طفلين، هما دونالد وهيلن.
في المختبر الإشعاعي عمل مع فريق لورنس المخبري، الذي دعمته مجموعة من الفيزيائيين برئاسة روبرت أوبنهايمر. ابتكر ألفاريز  مجموعة من التجارب لرصد التقاط الإلكترون-كيه في أنوية مشعة، تنبأت بها نظرية تحلل بيتا ولكنها لم تُلاحظ قط.

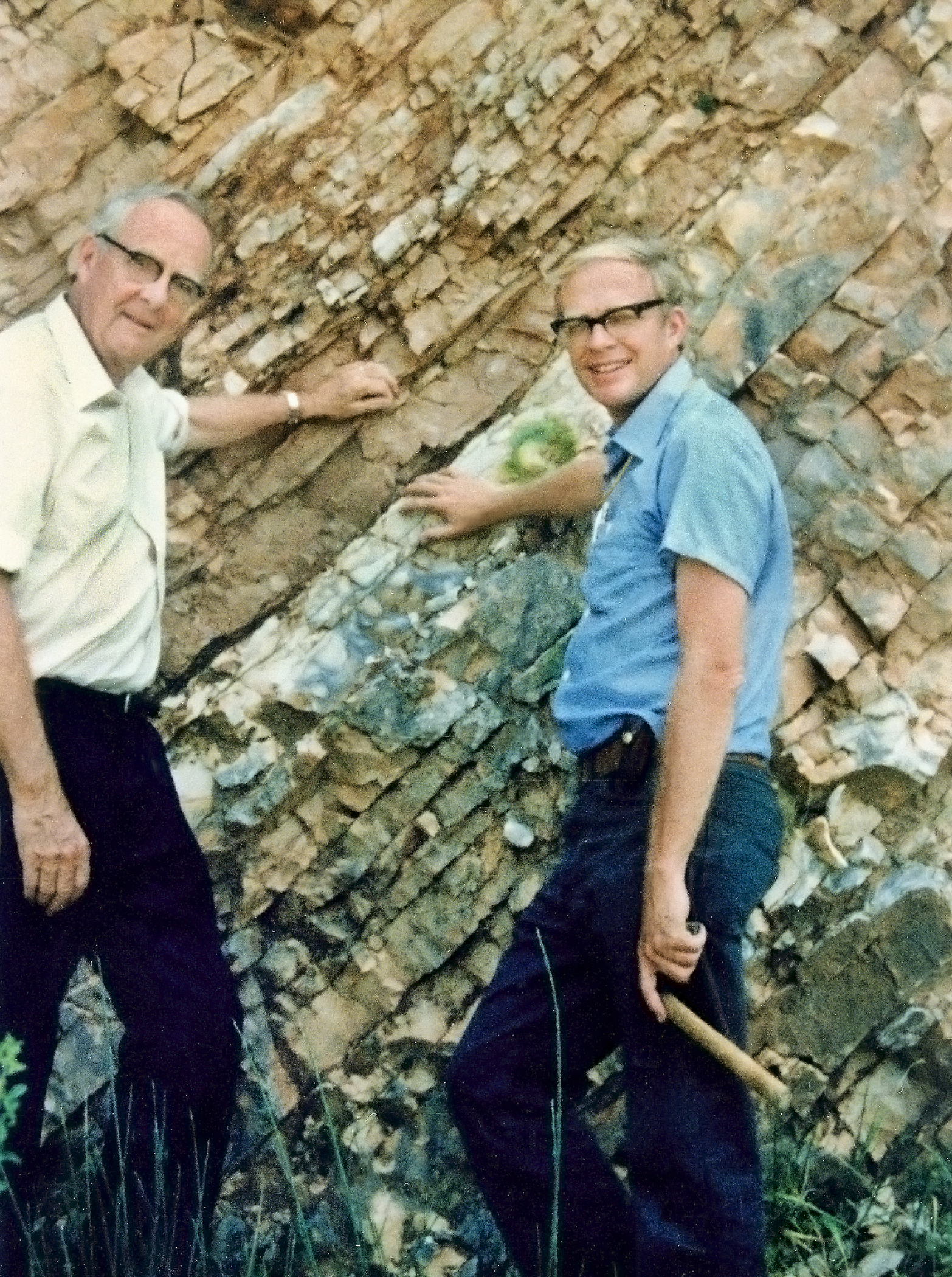
لويس ووالتر ألفاريز في كي-تي بونداري في جوبيو، إيطاليا، 1981

وفي عام 1938، وظّف ألفاريز  مرة أخرى معرفته بالسيكلوترون واخترع ما يعرف الآن بأساليب زمن الطيران، أنشأ ألفاريز  شعاعًا أحادي الطاقة من النيوترونات الحرارية. ومع ذلك بدأ سلسلة طويلة من التجارب بالتعاون مع فيليكس بلوك لقياس العزم المغناطيسي للنيوترون من ميكروثانية = 1.93 ± 0.02 ميكروثانية، والتي نُشرت في عام 1940، وكانت نتيجتها تقدما كبيرا مقارنة بالأعمال السابقة.

## محقق علمي
في عام 1964 اقترح ألفاريز  ما أصبح يعرف بتجربة فيزياء الجسيمات عالية الارتفاع، التي تم تصورها في الأصل كمغناطيس كبير فائق التوصيل يُحمل على ارتفاع عالٍ بواسطة بالون لدراسة تفاعلات الجسيمات عالية الطاقة. وفي الوقت الذي يتغير تركيز التجربة نحو دراسة علم الكونيات ودور الجسيمات والإشعاع في الكون الباكر. كان هذا العمل جهدًا كبيرًا، حيث كان يحمل أجهزة كاشفة مزودة بطائرات بالون عالية الارتفاع وطائرة يو-2 عالية الطيران.

## انقراض الديناصورات
في عام 1980، كشف ألفاريز  وابنه عالم الجيولوجيا والتر ألفاريز  مع الكيميائيين النوويين فرانك أسارو وهيلين ميشيل «كارثة هزت الأرض وهي إحدى الاكتشافات العظيمة في تاريخ الأرض».

## الوفاة
توفي ألفاريز  في 1 سبتمبر 1988 بسبب مضاعفات من عمليات جراحية إزاء إصابته بسرطان المريء. تم حرق رفاته ونثر رمادها في خليج مونتيري، أوراقه موجودة في مكتبة بانكروفت في جامعة كاليفورنيا في بيركلي.

## روابط خارجية
- لويس ألفاريز على موقع الموسوعة البريطانية (الإنجليزية)
- لويس ألفاريز على موقع الموسوعة البريطانية (الإنجليزية)
- لويس ألفاريز على موقع مونزينجر (الألمانية)
- لويس ألفاريز على موقع إن إن دي بي (الإنجليزية)